# Unicameralism
     Țări cu legislatură bicamerală.
     Țari cu legislatură unicamerală.
     Țări cu legislatură unicamerală și un organism consultativ.
     Țări fără legislatură.

Țări cu legislatură bicamerală.
Țari cu legislatură unicamerală.
Țări cu legislatură unicamerală și un organism consultativ.
Țări fără legislatură.

Unicameralismul este un tip de legislatură format dintr-o singură cameră sau adunare care legiferează și votează ca un întreg. Unicameralismul este un tip de legislatură tot mai frecvent, reprezentând 60% din legislaturile naționale.
Acest tip de legislatură poate lua naștere prin:
- desființarea uneia dintre cele două camere ale unei legislaturi bicamerale, așa cum s-a întâmplat în Noua Zeelandă și Danemarca
- fuziunea celor două camere într-una singură, ca în Suedia
- existența unei singure camere încă de la înființarea legislaturii.

## Avantaje și dezavantaje
Principalul avantaj al unui sistem unicameral este eficiența sporită în procesul legislativ, deoarce procedura de adoptare a legilor este mai simplă și nu există riscul unui blocaj între două camere. Acest sistem poate reduce costurile chiar și dacă numărul legislatorilor rămâne același, deoarece există mai puține instituții de întreținut și finanțat.
Susținătorii legislaturilor bicamerale argumentează că existența a două camere legislative oferă un control suplimentar asupra majorității. Cu toate acestea, există și alte modalități de a limita puterea majorității, cum ar fi instanțele nepartizane sau o constituție solidă.

## Lista legislaturilor unicamerale

### Național

#### Federal
| Țară                  | Corp unicameral             | Locuri | Note |
| --------------------- | --------------------------- | ------ | --- |
| Germania              | Bundestag                   | 630    | Bundestagul este din punct de vedere tehnic parlamentul unicameral al Germaniei, deoarece Bundesratul nu este definit ca o cameră a legislativului, ci o instituție legislativă complet separată, în conformitate cu Legea fundamentală (Constituția germană). |
| Irak                  | Consiliul Reprezentanților  | 329    | Există o dispoziție pentru înființarea unui „Consiliu al Uniunii”, însă Consiliul existent nu a inițiat nicio acțiune în acest sens |
| Micronezia            | Congresul Statelor Federale | 14     | |
| Saint Kitts and Nevis | Adunarea Națională          | 15     | |
| Emiratele Arabe Unite | Consiliul Național Federal  | 40     | |
| Venezuela             | Adunarea Națională          | 277    | |

#### Unitar
| Țară              | Corp unicameral           | Locuri |
| ----------------- | ------------------------- | ------ |
| Albania           | Parlamentul (Kuvendi)     | 140    |
| Andorra           | Consiliul General         | 28     |
| Armenia           | Adunarea Națională        | 107    |
| Azerbaidjan       | Adunarea Națională        | 125    |
| Bulgaria          | Adunarea Națională        | 240    |
| Croația           | Sabor                     | 151    |
| Cipru             | Camera Reprezentanților   | 56     |
| Danemarca         | Folketing                 | 179    |
| Estonia           | Riigikogu                 | 101    |
| Finlanda          | Parlamentul               | 200    |
| Georgia           | Parlamentul               | 150    |
| Grecia            | Parlamentul               | 300    |
| Ungaria           | Adunarea Națională        | 199    |
| Islanda           | Althing                   | 53     |
| Letonia           | Saeima                    | 100    |
| Liechtenstein     | Landtag                   | 25     |
| Lituania          | Seimas                    | 141    |
| Luxemburg         | Camera Deputaților        | 60     |
| Malta             | Parlamentul               | 79     |
| Moldova           | Parlamentul               | 101    |
| Monaco            | Consiliul Național        | 24     |
| Macedonia de Nord | Adunarea                  | 120    |
| Norvegia          | Storting                  | 169    |
| Portugalia        | Adunarea Republicii       | 230    |
| San Marino        | Consiliul Mare și General | 60     |
| Serbia            | Adunarea Națională        | 250    |
| Slovacia          | Consiliul Național        | 150    |
| Suedia            | Riksdag                   | 349    |
| Turcia            | Marea Adunare Națională   | 600    |
| Ucraina           | Rada Supremă              | 450    |
| Vatican           | Comisia Pontificală       | 8      |

- Germania
- Albania

- Andorra
- Angola
- Armenia
- Azerbaidjan (Adunarea Națională)
- Bangladesh
- Benin
- Botswana
- Brunei
- Bulgaria
- Burkina Faso
- Republica Capului Verde
- Republica Centrafricană
- Republica Populară Chineză
- Comore
- Costa Rica
- Croația
- Cuba
- Cipru
- Coreea de Nord
- Danemarca
- Djibouti
- Dominica
- Ecuador
- El Salvador
- Eritreea
- Estonia
- Fiji
- Finlanda
- Gambia
- Georgia
- Ghana
- Grecia
- Guatemala
- Guineea
- Guineea-Bissau
- Guyana
- Honduras
- Ungaria
- Islanda (Althing)
- Indonezia
- Iran
- Irak
- Israel (Knesset)
- Kiribati
- Kuweit
- Kârgâzstan
- Laos
- Letonia
- Liban
- Libia
- Liechtenstein
- Lituania
- Luxemburg
- Malawi
- Maldive
- Mali
- Malta
- Insulele Marshall
- Mauritania
- Mauritius
- Statele Federate ale Microneziei
- Monaco
- Mongolia
- Muntenegru
- Mozambic
- Nauru
- Noua Zeelandă
- Nicaragua
- Niger
- Macedonia Nord (Adunarea Macedoniei de Nord)
- Norvegia
- Panama
- Papua Noua Guinee
- Peru
- Portugalia
- Qatar
- Coreea de Sud
- Republica Moldova (Parlamentul)
- Saint Kitts și Nevis
- Sfântul Vincent și Grenadine
- Samoa
- San Marino
- São Tomé și Príncipe
- Arabia Saudită
- Senegal
- Serbia
- Seychelles
- Sierra Leone
- Singapore
- Slovacia
- Insulele Solomon
- Sri Lanka
- Surinam
- Suedia (Riksdag)
- Siria
- Timorul de Est
- Tonga
- Turcia
- Turkmenistan
- Tuvalu
- Uganda
- Ucraina
- Emiratele Arabe Unite
- Tanzania
- Vanuatu
- Venezuela
- Vietnam
- Zambia
- Croația (Sabor)